# Wave (álbum de Patti Smith Group)
Wave é o quarto álbum de estúdio de Patti Smith Group, lançado em 17 de maio de 1979 pela Arista Records.

## História
Por um tempo, Patti ficou fora de serviço. A cantora havia caído do palco em um show na turnê da Rádio Ethiópia e estava se recuperando dos ferimentos, mas agora se recuperando, ela estava pronta para liberar Easter, sua ressurreição. Tudo estava se alinhando no início de 1978 para a música que era difícil e proposital. O novo produtor Jimmy Iovine limpou, mas não diluiu o som do Patti Smith Group, e ele tirou a demo de “Because The Night” de Bruce Springsteen para que Patti pudesse colocar seu próprio toque nela. ''Eu a vi cantar a música pela primeira vez ao vivo no final de 77 - Springsteen subiu no palco para dar uma assistência - e voltei ao trabalho no dia seguinte para deixar meus chefes na Arista Records saberem que pensei ter ouvido um single de grande sucesso, algo que ela nunca teve antes. Patti sempre quis se ouvir no top 40 das rádios de Nova York (ela também, muito, queria se sentar no sofá do Tonight Show e fazer brincadeiras com Johnny Carson, mais nada além disso), e "Because The Night" a levou até lá. Recebeu ótimas críticas e vendeu bem para um álbum de Patti Smith, então as expectativas eram altas para o seguinte.''
Pela quarta vez em quatro álbuns, houve um produtor diferente - Todd Rundgren desta vez.  Wave foi gravado em Woodstock no Bearsville Studios. Foram retirados três compactos do novo trabalho: além de "Frederick", a Arista editou "Dancing Barefoot" e "So You Want To Be (A Rock 'n' Roll Star)", música dos Byrds, gravada no disco Younger Than Yesterday, de 1967.

## Recepção
| Críticas profissionais   | Críticas profissionais |
| Avaliações da crítica    | Avaliações da crítica  |
| Fonte                    | Avaliação              |
| ------------------------ | ---------------------- |
| AllMusic                 | 3 de 5 estrelas.       |
| Chrisgtau's Record Guide | B+                     |
| Rolling Stone            | [não avaliado]         |
| Smash Hits               | 5/10                   |

Após seu lançamento em 1979, o álbum recebeu críticas mistas, atraindo comentários positivos ou negativos sobre sua produção refinada e convencional. Tom Carson, da Rolling Stone, não foi favorável em sua crítica do álbum, comparando-o negativamente à Rádio Ethiópia. Simon Frith do Melody Maker gostou mais do álbum, elogiando a mão de Rundgren na produção e considerou as canções como um novo foco para Smith e a banda.

## Turnê
Os dois últimos shows da primeira turnê de Wave do Patti Smith Group foram na Itália e transcorreram sob clima de estresse. Garotos da platéia invadiram o palco no final da apresentação e os músicos não tinham o mínimo amparo de segurança. Mas todo o caos se resolveu em paz, respeitosamente os rapazes sentaram no palco, num misto entre respeito e honra. Isso foi visto pelo grupo como uma metáfora na qual eles estavam passando a bola para que outros mostrassem a que vinham. Patti se despediu de um público de 70.000 pessoas com a saudação "Bye bye, hey hey", tirada de "Frederick", faixa-de-abertura de "Wave". Para celebrar o fim da banda, cogitou-se o lançamento de um disco ao vivo, o que não se concretizou. 
Jay Dee Daugherty: "Os dois últimos concertos do Patti Smith Group foram em Bolonha e Florença. Patti ficou numa situação muito assustadora em Florença. Era um grande estádio de futebol, e tinham perdido o controle sobre a multidão. Boa parte da platéia tinha entrado de graça - numa espécie de derrubada de portões. Parte do acordo que o promotor teve que fazer com o partido comunista local era que eles iriam garantir a segurança. O concerto seguiu sem muitos incidentes, mas depois ficamos trancados no backstage porque os palhaços dos seguranças tinham fechado um portão de ferro e ninguém tinha a chave. Então havia oitenta mil pessoas gritando 'Patti, Patti', sabe como é, indo à loucura, e a banda estava começando a entrar em pânico, tipo: 'O que está acontecendo, porra? Queremos voltar pro palco! Quem pegou a porra da chave? De repente, aqueles seguranças começaram a ficar agitados. Tiraram o resto da banda do caminho e cercaram Patti - iam carregá-la embora num carro. Patti temeu pela própria vida - pensou que fosse ser raptada e ter as orelhas cortadas ou sabe-se lá o quê. Foi nesta noite que Patti ficou de joelhos e rezou. Meio que funcionou, mas achar a chave também ajudou. Por isso, na noite seguinte a empresária dela disse: 'Isso não pode acontecer de modo algum - só vamos tocar sob tais e tais condições. Mas a noite seguinte foi uma cópia da noite anterior - mesmo tipo de estádio e um longo corredor de azulejos no backstage. [...]Então, estou indo, dobro e tem um cara parado ali com uma metralhadora, e penso: 'Oh, merda.' Eram nossos guardas pra noite. Houve um tumulto. A platéia foi à loucura.''
Lenny Kaye: "Todos os garotos da platéia subiram no palco, e pareciam que iam quebrar tudo, mas apenas sentaram no palco. Foi o máximo em respeito e honra. Foi como se aqueles garotos fossem uma metáfora - a gente estava passando o palco para eles, e agora era a vez deles botarem para quebrar e mostrarem a que vinham."
Jay Dee Daugherty: "Toda a segurança tinha dado o fora. Não restou ninguém. nada de promotores, nada de coisa nenhuma, nada de tiras. As pessoas começaram a subir no palco e estavam passando a mão nos instrumentos e tocando. E a gente estava sendo muito legal, tentando evitar uma situação muito explosiva, por isso eu disse: 'Lamento, mas ainda não terminei com essa bateria. Esta foi a nossa gloriosa despedida. Mas, também, foi muito assustador."
Lenny Kaye: "Começamos tocando pra duzentas e cinquentas pessoas em St. Mark's Church e terminamos na frente de setenta mil num estádio, em Florença. Não dá pra inventar uma narrativa melhor que esta."
Jay Dee Daugherty: "O término oficial da banda se deu no escritório do nosso contador... Basicamente, Patti disse: 'O grupo não existe mais. Vamos terminar de uma maneira graciosa - não vamos anunciar que o grupo está se separando."
Lenny sabia que a banda iria terminar, pois Patti havia se mudado para Detroit, onde vivia Fred Smith. Segundo ele, a comunicação entre ela e a banda ficou muito complicada e sem Patti por perto, não havia muito sentido, já que o papel deles era apoiá-la, que dava a direção musical.
"Por um tempo, estive completamente envolvida no que fazia. Eu podia me imaginar desintegrando embaixo das luzes, tocando guitarra, mas de repente percebi que não poderia mais fazer isso e perdi a motivação. Eu também estava cansada, por causa da minha saúde. Ficar muito tempo na estrada me deixava quase todas as noites com bronquite e isso me deixou insegura e muito temperamental. Eu tinha muitas pessoas em volta de mim e fazendo tudo por mim. Isso é ótimo, mas à medida que você quer crescer como pessoa, eu acho que você precisa entender que o mundo não gira em torno de você. E ninguém te ensina isso mais do que uma família."

## Capa
A capa do álbum traz Patti libertando uma pomba branca aprisionada numa gaiola, fotografada pelo amigo Robert Mapplethorpe. Após um período de reclusão, o tecladista dissidente Richard Sohl retornou à banda nesse período, cheio de gás e morrendo de saudade dos ex-companheiros. Mal-recebido pela crítica, "Wave" celebra sua paixão por Fred em temas como a '"Dancing Barefoot" (um tema sobre heroína, já gravado pelo U2, em que Patti emula o vocal de Stevie Nicks) e "Frederick", uma declaração de amor e um emblema da nova fase na vida da cantora-poetisa. Nesta última, Patti faz poesia com as coisas simples e bonitas da vida, e também acena adeus - como em várias passagens do disco. 

## Faixas

### Lado A
| N.º | Título                                     | Duração |  |
| 1.  | "Frederick"                                | 3:01    |  |
| 2.  | "Dancing Barefoot"                         | 4:18    |  |
| 3.  | "So You Want To Be (A Rock 'n' Roll Star)" | 4:18    |  |
| 4.  | "Hymn"                                     | 1:10    |  |
| 5.  | "Revenge"                                  | 5:06    |  |

### Lado B
| N.º            | Título                | Duração |  |
| 1.             | "Citizen Ship"        | 5:09    |  |
| 2.             | "Seven Ways Of Going" | 5:12    |  |
| 3.             | "Broken Flag"         | 4:55    |  |
| 4.             | "Wave"                | 4:55    |  |
| Duração total: | Duração total:        | 37:45   |  |

## Ficha Técnica
Patti Smith Group
- Jay Dee Daugherty  - bateria
- Lenny Kaye  - guitarra, baixo em "Wave", vocais
- Ivan Kral  - baixo, guitarra, violino em "Wave", teclados
- Richard Sohl  - piano
- Patti Smith  - vocais

Músicos adicionais
- Andi Ostrowe - percussão, tímpanos em "Seven Ways of Going"
- Todd Rundgren  - baixo em "Dancing Barefoot", produção, operador de som

Técnico
- Vic Anesini - masterização
- George Carnell - assistente de som
- Tom Edmonds - assistente de som

## Posições
| Chart           | Posição |
| --------------- | ------- |
| Alemanha        | 18      |
| Austrália       | 6       |
| Áustria         | 19      |
| Noruega         | 7       |
| Suécia          | 17      |
| UK Albuns Chart | 41      |
| Billboard 200   | 18      |

| Região        | Certificação | Vendas  |
| ------------- | ------------ | ------- |
| França (SNEP) | Ouro         | 354.000 |